# Mesas de Ibor
Mesas de Ibor es una villa y municipio español de la provincia de Cáceres. Se sitúa geográficamente en el valle del Ibor, al noreste de la comunidad autónoma de Extremadura, y pertenece administrativamente al partido judicial de Navalmoral de la Mata y a la mancomunidad del Campo Arañuelo.Cuenta con una población de 152 habitantes (INE 2024).

## Símbolos
El escudo contiene lo histórico en cuanto al puente romano y el rollo jurisdiccional que otorga el título de Villa, lo religioso como es la iglesia a San Benito Abad y lo económico como es un campanillo ganadero.
La bandera lleva los colores, verde de la esperanza en un futuro próspero, el blanco de la paz enraizada en los meseños y el morado como color femenino en honor al importante papel que la mujer juega en el devenir de Mesas.

## Geografía física

### Localización
Limitada al norte por el río Tajo, al este y sur por el río Ibor y al oeste por la sierra de la Hache. Dista 8 km de Bohonal de Ibor y otros 8 km de Valdecañas de Tajo, con Madrid son 225 km y con Cáceres 123 km. 
Reparto de la superficie, en hectáreas: Polígono 1.-	1.157,7470; Polígono 2.-	424,1640; Polígono 3.-	1.093,9960; Polígono 4.-	616,3720; Polígono 5.-	976,7910; Polígono 6.-	607,1060 y Casco Urbano.-	11,4510

### Hidrografía

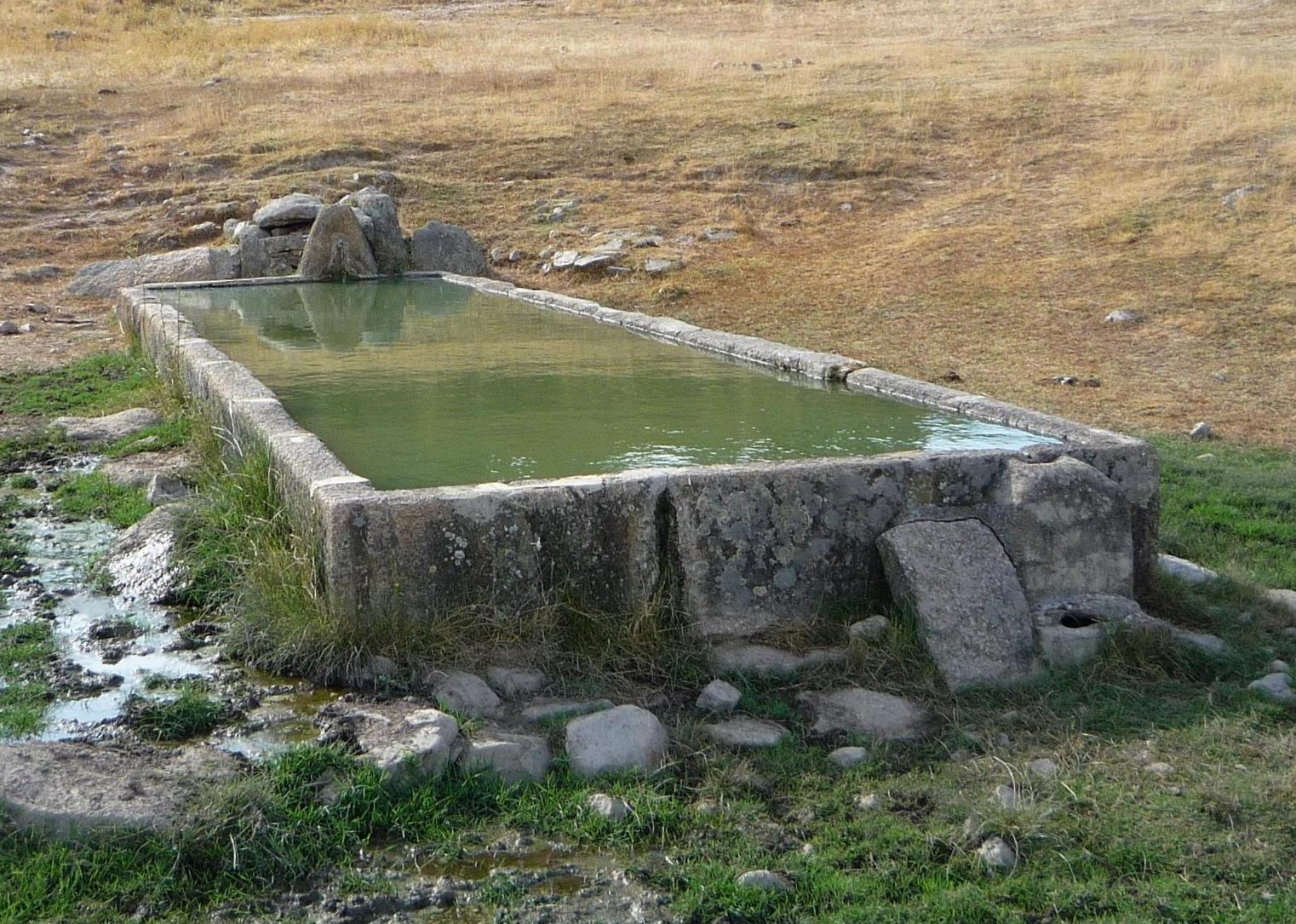
Abrevadero en Mesas de Ibor.

Ibor ("agua que fluye" en lengua céltica) y Tajo. Además son varios los arroyos que drenan el término municipal, de los que los más importantes son el arroyo de la Mesa y el de la Hornilla que llegan al río Tajo y el arroyo del Valle que llega al río Ibor.

## Historia

### Prehistoria
De antiguo poblamiento pues son varios los dólmenes que se encuentran en su término. En el cerro Castrejón fueron encontradas varias falcatas ibéricas y otras joyas en una necrópolis.

### Época romana
De los tres puentes que salvan el río Ibor, uno de ellos es romano probablemente de época trajana y por él pasaba la calzada romana (luego aprovechada por la vereda mesteña) junto a la que pasado el paraje de los mártires se encuentra una fuente romana en servicio. Los últimos restos de la calzada romana fueron eliminados con la construcción del saneamiento público (en el paraje donde se ubicaban estos últimos restos se llama calleja de la calzada). En el paraje de las viñas se encuentran varias tumbas altomedievales lo que puede indicar que aquí se encontrase una villa romana luego ocupada en etapa goda.

### Edad Media
A partir del reinado de Sancho IV pasa a formar parte del señorío de Belvís de Monroy, si bien en este mismo siglo XIII adquiere la condición de villa como lo atestigua el rollo jurisdiccional (no confundir con picota) que se ubica en la plaza de Mesas (los cuatro brazos que lo coronan indican jurisdicción a los cuatro puntos cardinales).

### La cañada
También se traza la cañada mesteña que atraviesa el término municipal, entra por el puente romano (desde entonces conocido como de las Veredas), tiene un descansadero entre los arroyos de la Sierpe y de los Vallejos, hoy conocido como cerca de las Veredas, continuaba buscando el casco urbano (actualmente todo este recorrido ha sido usurpado y así lo recoge el deslinde del Servicio de Vías Pecuarias del Ministerio de Medio Ambiente de España y ello con el consentimiento de las autoridades que debían velar por el patrimonio público), antes de llegar al pueblo y a la altura del Pilón deja el recorrido que llevaba la calzada romana para tomar línea al puerto del Campillo y que a la altura del pueblo fue durante años lugar de eras, por el susodicho puerto del Campillo deja el término de Mesas. 

### SigloXVI
En el siglo siglo XVI se levanta la iglesia dedicada a San Benito Abad. Las trazas son propias del estilo Reyes Católicos, como el arco de la puerta con simbología y los arcos de la nave. Tiene tribuna y alto campanario. El edificio descarga en contrafuertes. Posteriormente se adosan dos capillas laterales, una hace las veces de sacristía y la otra de baptisterio.
A sur se cerca para cementerio. El mismo recogió los restos humanos hasta entrado el siglo XX que, al construirse un nuevo cementerio en la Povadilla, quedó en desuso. Actualmente y vaciado de enterramientos se ha convertido en un pequeño parque infantil.

### SigloXVIII
En el siglo XVIII se adecentaron algunos caminos y fuentes como intento ilustrado por mejorar la economía agraria. En la fuente romana se encuentra la inscripción de 1796 y cerca del camino de la barca y a orillas del arroyo de la Mesa se encuentra un molino (conocido como el molinillo) recuerdo de la necesidad de molienda para el cereal producido en la hojilla de la Fuente.

### SigloXIX
Durante la Guerra de la Independencia, el 17 de marzo de 1809 tuvo lugar la batalla de Mesas de Ibor, con victoria francesa. Las tropas españolas las mandaba el general Del Parque y las francesas el mariscal Víctor. Queda un paredón derruido a lo largo de la sierra como testigo del asentamiento de las baterías artilleras españolas. De esta batalla, quedan restos de parapetos para tiradores en el Puerto del Campillo.
Pascual Madoz, en su Diccionario Histórico-Estadístico, cita dicho paredón a la vez que hace mención a la barca que servía para cruzar el río Tajo. Menciona al duque de Frías, aunque su señorío fue muy corto, pues los señores de Belvís (al igual que condes de Oropesa, de Jarandilla y de Deleitosa), durante siglos fueron de la casa de Alba. Tras la abolición de los señoríos en 1836, se enajenan varias dehesas como la de Valdehigueras, Acehuchal y Herradero que son compradas por campesinos acaudalados provenientes en muchos casos de la Vera (Romero, Yuste, Fernández) e incluso de Salamanca (Bejarano).
A la caída del Antiguo Régimen la localidad se constituye en municipio constitucional en la región de Extremadura, desde 1834 quedó integrado en el Partido Judicial de Navalmoral de la Mata. En el censo de 1842 contaba con 85 hogares y 466 vecinos.

### Guerras Carlistas
Las Guerras Carlistas hacen mella en la comarca, siendo ocupada Mesas en 1876 por los carlistas al tener alcalde liberal (dice la copla "dónde está el señor alcalde, dónde está ese liberal, aquí está la tropa carlista y tiene que suministrar"). El pósito se encontraba en la plaza, en una casa que en su dintel conserva la fecha de 1807).

### Guerras de ultramar
Las guerras de Cuba arrebataron varias vidas meseñas, aunque el regreso de algún oficial trajo algo de capital. También en Filipinas combatieron meseños, como fue el caso de Rogelio Ruiz que perdió un ojo en la guerra de aquellas islas. 
En las guerras de África fueron varios los soldados meseños que participaron, algunos regresaron, otros no.

### sigloXX
En la etapa de la Dictadura de Primo de Rivera se construye la carretera y el puente (1927) que une Mesas con la carretera de Navalmoral a Guadalupe.
Durante la II República afecta durante algún tiempo la Reforma Agraria, aunque luego todo queda en mero intento.
La Guerra Civil arrebató igualmente varias vidas meseñas, en uno y otro bando. En la postguerra, el maquis fue particularmente activo en la zona, entre otras cosas porque Jerónimo Curiel "el Gacho" era natural de Mesas. Él protagoniza en 1945 la toma del pueblo y arrebata a la guardia civil todo el armamento. Desgraciadamente, esto motivó el posterior fusilamiento de los guardias civiles por el teniente coronel Gómez Cantos. Jerónimo Curiel fue abatido en el coto Valero (Torrejón el Rubio). De esta fase de postguerra se guardan recuerdos encontrados como lo relatado. El secuestro de Nicolás Martín en febrero de 1946, que es retenido en el molino de El Chorrero, y el rescate llevado por su criado Zoilo Rodríguez, el fusilamiento de Román Curiel Romero, sobrino de Jerónimo, en el paraje de las Abianitas cerca de Bohonal de Ibor sin juicio previo como represalia por el secuestro antedicho aplicando la Ley de Fugas y a quien se deja agonizando en un corral de cabras, etc.
En la etapa franquista lo más notorio fue la emigración, primero a Francia y luego a Madrid y País Vasco (Lasarte y Vitoria). También se construye la carretera (1963) que une Mesas con Valdecañas de Tajo. 
Las elecciones democráticas, tras aprobarse la Constitución de 1978 y por falta de candidatos, dejan la alcaldía en manos del Alcalde (Romualdo Fernández Fernández). que en ese momento regía el municipio. Posteriores elecciones (ahora ya con candidatos) otorgan la representación a miembros de Unión de Centro Democrático y luego del Partido Socialista Obrero Español. 
En la fase democrática se dan varios aciertos, como es el saneamiento público, encementado de todas las calles del pueblo, múltiples arreglos de caminos, etc. También desaciertos, como es la destrucción de los últimos restos de la calzada romana, la permisión del intrusismo en la vía pecuaria o el movimiento del rollo jurisdiccional sin atenerse a la ley de Patrimonio Histórico (rollo al que horrendamente se corona con un capirote que no había tenido nunca, puesto que los rollos no son picota). 
Con Fondos Feder se tiende el puente atirantado (1994) sobre el río Ibor y se mejora notablemente la carretera (se ensancha y se señaliza horizontalmente)

## Demografía
Mesas de Ibor cuenta con una población de 152 habitantes (INE 2024).
| Gráfica de evolución demográfica de Mesas de Ibor entre 1842 y 2021                                                 |
| |
| Población de derecho según los censos de población del INE Población de hecho según los censos de población del INE |

## Administración y política
En las Elecciones Municipales del 27 de mayo de 2007, IMI (Iniciativa por Mesas de Ibor) fue el ganador, el pleno municipal nombra por vez primera en la Historia de Mesas de Ibor a una mujer como alcaldesa, Isabel Nájera Salas. En las elecciones de 22 de mayo de 2011, la candidatura más votada es la presentada bajo las siglas del PP que con tres concejalas hace posible que nuevamente sea una mujer quien ostente la alcaldía, Eloisa Martín Sánchez. Sin embargo en las elecciones celebradas el 26 de mayo de 2019 el Partido Popular con Eloísa Martín Sánchez a la cabeza, pierde la Alcaldía tras rotunda victoria del Partido Socialista Obrero Español.

## Economía
Ganadería (bovino, caprino y ovino) y agricultura (olivo).

## Patrimonio
- Iglesia parroquial católica bajo la advocación de San Benito Abad, en la archidiócesis de Mérida-Badajoz, diócesis de Plasencia, arciprestazgo de Navalmoral de la Mata.[6]

- Dólmenes, Puente y fuente romana, rollo jurisdiccional y cruceros (de los Curieles, Pozo Grande, Mártires y Povadilla).

- Parajes naturales de alto valor ecológico son la presa de tía Teresa, la Tabla, la vega de Ricomonte, el valle, la sierra, los cauzos, Valdehigueras, el Cabezo, etc.

## Cultura

### Festividades
San Benito Abad y Ntra. Sra. del Rosario (primer domingo de octubre).

### Tradiciones
Bailes y cantes regionales (el himno de Mesas, con música de Hilario Ruiz Montesinos, forma parte del cante meseño). Las costumbres que perduran son las matanzas y procesiones en honor de San Benito y Ntra. Sra. del Rosario.

### Gastronomía
Migas, roscas, productos matanceros, vino de pitarra y caza.